# Episodi di Vivi e lascia vivere
La serie televisiva Vivi e lascia vivere, composta da 12 episodi, è stata trasmessa in prima visione assoluta in Italia da Rai 1 dal 23 aprile al 28 maggio 2020.
| nº | Titolo         | Prima TV Italia |
| -- | -------------- | --------------- |
| 1  | Il ritorno     | 23 aprile 2020  |
| 2  | L'incontro     | 23 aprile 2020  |
| 3  | La rinascita   | 30 aprile 2020  |
| 4  | La fiducia     | 30 aprile 2020  |
| 5  | L'amore        | 7 maggio 2020   |
| 6  | Il dubbio      | 7 maggio 2020   |
| 7  | La scoperta    | 14 maggio 2020  |
| 8  | L'inganno      | 14 maggio 2020  |
| 9  | La verità      | 21 maggio 2020  |
| 10 | La separazione | 21 maggio 2020  |
| 11 | La minaccia    | 28 maggio 2020  |
| 12 | L’addio        | 28 maggio 2020  |

## Il ritorno
Laura Ruggero è una donna di cinquant'anni che vive a Napoli e lavora come cuoca all'interno di una mensa. La donna è sposata da vent'anni con Renato, che suona a bordo delle navi da crociera. I due coniugi hanno tre figli: due adolescenti di nome Nina e Giovanni e Giada, la loro primogenita. Laura e Giada hanno un rapporto complicato e difficile, mentre Nina ha il vizio di rubare nei centri commerciali. La famiglia Ruggero è una famiglia apparentemente come tante. Un giorno, dopo un viaggio misterioso, Laura comunica ai figli che il padre è morto in un incendio a Tenerife. Da quel momento, le vite di ognuno di loro cambiano. Giada si trova un lavoro come ballerina in una discoteca. Laura, in difficoltà per i debiti che ha lasciato Renato, viene licenziata dopo aver ammesso alla sua superiore di aver rubato dalla cassa dei soldi che le servivano per andare in Spagna a cercare il marito: deve quindi diventare una donna indipendente e decide di reinventarsi un lavoro proponendosi all’amica Rosa come cuoca per la comunione di sua figlia.
- Ascolti Italia: telespettatori 7.474.000 - share 25,19% [1]

## L'incontro
Giada inizia il suo nuovo lavoro in discoteca ma il debutto non è dei migliori per via della sua timidezza. Rientrata a casa, ha uno scontro con la madre riguardo al suo rapporto con il padre. Nina, insieme a due amiche, si intrufola in un lussuoso appartamento per rubare dei vestiti  ma viene beccata da un ragazzo e si dà alla fuga. Il pranzo per la comunione della figlia di Rosa va alla grande e, nonostante l’iniziale opposizione del marito della donna, le due amiche decidono di mettersi in società per altri eventi. Laura chiede aiuto a Toni Romani, un suo vecchio conoscente che ha fatto fortuna gestendo una catena di hotel, per farsi finanziare.
A Tenerife Laura aveva scoperto dal marito di essere stata tradita e che in quelle ore era diventato padre. L'episodio si chiude con l'incendio del chiosco sulla spiaggia di proprietà di Renato.
- Ascolti Italia: telespettatori 6.829.000 - share 26,76% [1]

## La rinascita
Passato il funerale di Renato, Laura litiga con Saverio, che secondo lei le ha danneggiato l’ape, e Rosa, che non vuole smarcarsi dal marito, decide di continuare da sola con la sua nuova attività di street food; Toni Romani le propone di mettersi in società mettendole a disposizione il suo laboratorio ma la donna rifiuta. Giovanni ha difficoltà a scuola e sua sorella Nina lo aiuta modificando i suoi voti sul portale della scuola. Al centro commerciale Nina rivede il ragazzo che l’aveva scoperta nella villa e scappa. L’attività di Laura parte alla grande grazie anche al soccorso di Rosa, e lei poi decide di accettare la proposta di Toni; nel 1987 a Viareggio aveva dovuto saldare i debiti del padre giostraio lavorando nel locale controllato da Toni.
- Ascolti Italia: 7.093.000 - share 24,02% [2]

## La fiducia
Laura decide di dare una possibilità alla cognata Marilù e alla sua nuova amica Daniela di gestire altre due attività di street food in zone diverse di Napoli. Daniela però viene smascherata pubblicamente dalla madre: in realtà non è la figlia di un giudice ammazzato ma del suo assassino, il camorrista Sonnino. Nina continua a rubare nei negozi ma viene bloccata dalla sicurezza e viene così chiamata sul posto sua madre. Giovanni ha un vero e proprio rifiuto per la pallanuoto e inizia a frequentare Sara, una nuotatrice di sincro che inizia a dargli lezioni di questa disciplina che lo ha incuriosito. Toni organizza a sorpresa la festa di compleanno sua e di Laura - sono nati lo stesso giorno - invitando lei e i suoi figli all’hotel. Giada però si alza da tavola e se ne va rivelando alla madre di fare la cubista e non la baby sitter, rovinando così la serata per il dispiacere anche di Toni. Una volta tornata a casa dal locale ha l’ennesimo scontro con la madre e il giorno seguente decide di andarsene. Nina e le amiche invece affrontano il ragazzo della villa che le sta perseguitando, e constatano che lui ha problemi psichici. Laura, Marilù e Rosa decidono di ingrandirsi e prendono posto nel laboratorio messo a disposizione da Toni. Laura chiede aiuto a Toni: ha paura per Giada che è andata via di casa.
Nel finale si vede Renato uscire fuori dal chiosco incendiato e Laura scappare in auto. 
- Ascolti Italia: telespettatori 6.374.000 - share 24,99% [2]

## L'amore
Giada, ospite del suo ex Nick,  fuori dall’università viene avvicinata da Toni che decide di puntare su di lei e alla sera nel locale ha l’ennesimo diverbio con la madre. Nina, incuriosita, cerca di avvicinarsi ad Andrea, il ragazzo della villa, e i due iniziano ad uscire insieme. Giovanni continua a frequentare Sara per gli allenamenti di sincro. Laura aiuta Toni a concludere un’acquisizione importante e trascorre la notte con lui. Luciano, ubriaco, cerca di approfittarsi di Giada che riesce a divincolarsi e a far ritorno dalla famiglia avendo anche litigato con Nick. La vedova Sonnino cerca di allontanare Rosa e Marilù dalla sua zona ma Daniela interviene mandando via lei e i suoi uomini; Laura viene informata e chiede a Daniela di tornare a lavorare con lei. Gli uomini di Toni picchiano Luciano nel suo locale.
- Ascolti Italia: telespettatori 6.598.000 - share 23,16% [3]

## Il dubbio
Nick cerca Giada al locale ma fa la conoscenza di Miriam, anche lei ballerina. Nina inizia a frequentare Andrea, avendo compreso che soffre di problemi di personalità; la ragazza però lo snobba quando è con le sue amiche e viene allontanata dal fratello del ragazzo poiché ha avuto un’altra crisi. Giovanni, che finirà per andare a letto con Sara anche se sembra essere attratto più dal fratello della ragazza, si allena nella piscina dell’hotel di Toni che sta facendo di tutto per conquistare i figli di Laura. La donna però ha ancora dei sospetti su di lui e, dopo un’altra notte passata insieme, trova una valigetta piena di soldi in contante e se ne va; ha ancora più dubbi quando viene a sapere da Giada che Luciano è finito in ospedale. Una sera rinfaccia tutto a Toni mandandolo via da casa sua. Giada scopre che non esiste un certificato di morte del padre - che quindi risulta ancora vivo - e anche il consolato non ne sa nulla: la madre le ha nascosto qualcosa e così decide partire per Tenerife.
- Ascolti Italia: telespettatori 5.999.000 - share 23,93% [3]

## La scoperta
Giada a Tenerife scopre incredibilmente che il padre è in vita e che la madre ha orchestrato la messa in scena della sua morte; dopo un iniziale scontro riesce a convincerlo a tornare con lei a Napoli. Toni dopo una riunione viene colpito da un infarto. Laura ne viene informata durante la prima esibizione di sincro di Giovanni e si precipita in ospedale: l’uomo si è ripreso ma lei non sembra avere compassione per lui. Giada si presenta a casa col padre sconvolgendo i fratelli e la madre.
- Ascolti Italia: telespettatori 6.934.000 - share 24,15% [4]

## L'inganno
Avviene la resa dei conti all’interno della famiglia con Laura che finisce per spintonare Giada. La mattina seguente Marilù si presenta a casa e rimane scioccata quando vede Renato da solo in casa: il fratello le spiega come sono andate le cose e così lei dalla rabbia riporta tutto alle colleghe Lorenza e Daniela. Le sue amiche decidono così di lasciare il laboratorio di Laura lasciandola sola proprio prima di un grande servizio di sartù; ad aiutarla nonostante tutto è solo Rosa.
- Ascolti Italia: telespettatori 6.345.000 - share 25,35% [4]

## La verità
Renato inizia a saldare i suoi debiti ed è geloso della relazione tra Toni e Laura la quale continua a lavorare solo insieme a Rosa e cerca di riconquistare la fiducia dei figli presentandosi pure alla laurea di Giada. Giovanni confessa alla sorella di essere attratto dal fratello di Sara e si scontra col padre quando gli dice non voler più giocare a pallanuoto. Toni avvisa Laura di dover sparire per un po’.
- Ascolti Italia: telespettatori 6.525.000 - share 24,54% [5]

## La separazione
Toni prepara la fuga ma litiga con il suo braccio destro Matteo Maroni che poco dopo viene ucciso nell’hotel. Laura viene messa al corrente dalla polizia della fuga del suo compagno che risulta essere sotto inchiesta per ricettazione, riciclaggio e intimidazioni (anche per la bomba a Villa Tirelli) e già condannato per un omicidio risalente al 1987 e al quale proprio lei aveva assistito. Giovanni, che continua ad assillare il fratello di Sara, messo al corrente della vicenda ha un altro scontro con il padre che finisce per tirargli uno schiaffo. Giada riconsegna le chiavi di casa a Luciano: il proprietario della discoteca si è innamorato di lei e i due finiscono di nuovo per baciarsi sebbene lei sia ancora attratta dal suo ex Nicola che ora ha una relazione con Miriam. Andrea, per evitare che Nina possa andare a una festa, la chiude dentro il bagno di casa; a liberarla sarà il fratello de lo ragazzo al suo ritorno e lei ragazza scapperà sconvolta. Renato, una volta saldati i suoi vecchi debiti, ricade nel vizio del gioco e perde 30.000 euro; Laura salda i primi 5.000€ con Ciro Ruotolo assicurandogli che pagherà anche la restante parte un po’ alla volta ma in cambio il marito dovrà essere lasciato in pace. Giovanni a una festa, da ubriaco, bacia il fratello di Sara davanti a lei e all’uscita del locale viene investito da un’auto.
- Ascolti Italia: telespettatori 6.003.000 - share 26,63% [5]

## La minaccia
Giovanni è salvo per miracolo e ha subito solo un trauma cranico. Toni sa bene che, per colpire lui, i malavitosi che lo stanno cercando hanno investito Giovanni. Il ragazzo, dopo essersi risvegliato in ospedale, confessa al padre e poi anche alla madre di essersi innamorato di un ragazzo e riceve la visita a sorpresa di Toni. Il fratello di Andrea dice a Nina che sa che ha rubato a casa sua e le chiede di non vedere più il ragazzo; lei intanto inizia a frequentare un suo compagno di scuola. Renato prima di far ritorno a Tenerife racconta ai figli di essere ancora dipendente dal gioco e che Laura pagherà tutti i suoi debiti. La donna fuori casa viene avvicinata da una donna misteriosa che la minaccia e che è alla ricerca di Toni. Laura scopre da Tirelli che Toni aveva rinunciato all’acquisizione del suo albergo consegnandogli anche dei soldi. La relazione tra Nina e Rocco finisce ancora prima di iniziare: la ragazza scappa da casa sua dopo essere stata beccata dalla mamma di lui mentre cerca di rubarle la borsa. Intanto Giada non vuole più partire per New York anche se è stata ammessa alla scuola - su richiesta presentata di nascosto da Nicola - e lascia Luciano mentre Giovanni cerca di chiarirsi con Sara. Le amiche di Laura decidono di aiutarla a saldare il debito del marito dandole dei soldi. Fuori dal laboratorio viene avvicinata da Rotolo che, oltre a riscuotere la propria quota, le propone di vendergli società. Poco dopo firma davanti a un notaio per l’acquisizione totale della sua società secondo le volontà di Toni; tramite il professionista trova Alice Giussani e insistendo con lei viene richiamata da Toni. La segretaria poco dopo viene uccisa in casa mentre sta preparando la fuga.
- Ascolti Italia: telespettatori 6.720.000 - share 25,81% [6]

## L'addio
Laura è sconvolta per la morte di Alice e trova la propria casa sottosopra. Affronta così la donna misteriosa, un'agente immobiliare, e le dice che incontrerà Toni. Racconta poi ai figli la verità sul passato di Toni e cioè su un omicidio compiuto 30 anni prima a Viareggio nel tentativo di difenderla. Intanto Nina viene rimandata a scuola di alcune materie, nel cortile prende a sberle Rocco e a casa racconta alla madre della sua cleptomania e del suo strano rapporto con Andrea, al quale cerca di riavvicinarsi. Giada invece si è decisa a partire per New York e in aeroporto bacia il suo ex Nicola mentre Sara prima se la prende con il fratello per il bacio con Giovanni ma poi combina un incontro tra i due. Laura incontra quindi Toni in un capannone di un luna park lontano da Napoli e lo avverte di scappare ma viene comunque colpito. Si salva però perché indossa un giubbotto antiproiettili dato che sta collaborando con la polizia e l’agente immobiliare viene immediatamente arrestata insieme ai suoi complici. Daniela decide di impiegare l’oro messo da parte dal padre camorrista per salvare Laura e le amiche. Nel finale si vede Toni in una località protetta poiché è diventato un collaboratore di giustizia e Laura che ha aperto un ristorante e pranza con figli e amici.
- Ascolti Italia: telespettatori 6.198.000 - share 28,49% [6]